# 278-ма піхотна дивізія (Третій Рейх)
278-ма піхотна дивізія (Третій Рейх) (нім. 278. Infanterie-Division) — піхотна дивізія Вермахту, що входила до складу німецьких сухопутних військ у роки Другої світової війни.

## Історія
278-ма піхотна дивізія розпочала формування 22 травня 1940 року в ході 10-ї хвилі мобілізації у 8-му військовому окрузі, втім через швидке завершення Французької кампанії та капітуляцію Франції формування було завершено.
Вдруге 278-ма піхотна дивізія почала формування 17 листопада 1943 року на території північної Італії, як дивізія 22-ї хвилі мобілізації зі складу розформованої 333-ї піхотної дивізії. 6 грудня 1943 року було видано наказ про створення дивізії в районі Падуя — Феррара — Болонья. До 13 січня 1944 року дивізія (крім 992-го гренадерського полку) мала у своєму штаті 3946 осіб. До 16 січня 1944 року чисельність дивізії зросла до 5151 особи. 27 січня 1944 року дивізія взяла під контроль зону відповідальності 362-ї піхотної дивізії в армійській групі фон Цангена.
Основним завданням дивізії була берегова оборона узбережжя у північно-західній Італії, участь в антипартизанських операціях в Істрії, паралельно підрозділи продовжували займатися бойовою підготовкою та проводити навчання. У середині травня 1944 року 278-та дивізія отримала наказ перейти в оперативне підпорядкування 10-ї німецької армії та зайняти позиції по адріатичному узбережжю. З середини червня до початку липня 1944 року, зіткнувшись з польським II корпусом генерал-лейтенанта Владислава Андерса, дивізія Гоппе вела жорстокі оборонні бої за портове місто Анкона. Незважаючи на затяті спроби утримати місто, польські війська 18 липня звільнили італійський порт та прилеглі території від окупантів.
Потім 278-му дивізію передали до складу 76-го танкового корпусу генерала танкових військ Трауготта Герра, який захищав Готичну лінію. У квітні 1945 року, зазнавши значних втрат у живій силі та техніці 278-ма була переформована на 278-му фольксгренадерську дивізію.

## Райони бойових дій
- Німеччина (травень — липень 1940);
- Італія (листопад 1943 — квітень 1945).

## Командування

### Командири
1-ше формування
- Генерал від інфантерії Губерт Герке (нім. Hubert Gercke) (червень — 22 липня 1940);

2-ге формування
- Генерал-лейтенант Гаррі Гоппе (нім. Harry Hoppe) (1 грудня 1943 — 28 січня 1944);
- Генерал-майор Пауль Борншоєр (нім. Paul Bornscheuer) (28 січня — 5 березня 1944);
- Генерал-лейтенант Гаррі Гоппе (5 березня 1944 — квітень 1945).

### Підпорядкованість
| Час      | Корпус   | Армія                       | Група армій (округ) | Штаб            |
| -------- | -------- | --------------------------- | ------------------- | --------------- |
| 1943     |          |                             |                     |                 |
| грудень  | —        | 14-та армія                 | Група армій «C»     | Північна Італія |
| 1944     |          |                             |                     |                 |
| 1 січня  | —        | 14-та армія                 | Група армій «C»     | Північна Італія |
| 27 січня | —        | Армійська група фон Цангена | Група армій «C»     | Північна Італія |
| червень  | LI гк    | 10-та армія                 | Група армій «C»     | Анкона          |
| серпень  | LXXVI тк | 10-та армія                 | Група армій «C»     | Ріміні          |
| 1945     |          |                             |                     |                 |
| січень   | LXXVI тк | 10-та армія                 | Група армій «C»     | Ріміні          |
| березень | I пдк    | 10-та армія                 | Група армій «C»     | Адідже          |

### Склад
| 1940                                   | 1943                               |
| -------------------------------------- | ---------------------------------- |
| 547-й піхотний полк                    | 992-й гренадерський полк           |
| 548-й піхотний полк                    | 993-й гренадерський полк           |
| 549-й піхотний полк                    | 994-й гренадерський полк           |
| 278-й артилерійський дивізіон          | 278-й артилерійський полк          |
| —                                      | 278-й інженерний батальйон         |
| —                                      | 278-й фузилерний батальйон         |
| —                                      | 278-й протитанковий дивізіон       |
| —                                      | 373-й дивізійний батальйон зв'язку |
| —                                      | 278-й запасний батальйон           |
| 278-ме дивізійне управління постачання |                                    |